# Alfred Latour
Alfred Latour, né le 27 août 1888 à Paris et mort le 2 mars 1964 à Eygalières, est un peintre, graveur, affichiste et graphiste français.
Jamais affilié à une école ou un mouvement artistique et observant les avant-gardes de son époque avec une certaine méfiance, il n'en revendiquait pas moins un modernisme épris de simplification formelle poussée parfois jusqu'aux limites de l'abstraction et d'une palette lyrique aux accents par moments presque fauves.
Il a exécuté des centaines d’huiles, aquarelles et dessins, et de nombreux livres illustrés, affiches, vignettes et dessins de tissus toujours édités par l'Abbaye de Fontenay.
Ses œuvres se trouvent dans les musées de France (Paris, Lyon, Marseille, Arles, Martigues) et du Royaume-Uni (British Museum, Victoria & Albert Museum), à la Bibliothèque royale de Hollande et chez de nombreux collectionneurs privés.
Créée en septembre 2004, elle est basée à Lausanne en Suisse et présidée par le neveu du peintre Claude Latour, la Fondation Alfred Latour s'est donné pour mission de mieux faire connaître son œuvre.

## Biographie
Fils d'un compositeur typographe à l'Imprimerie nationale et l'aîné d'une fratrie de quatre, Alfred Latour naît le 27 août 1888 à Paris, dans un quartier populaire du XIIe arrondissement. Dès l'enfance, sa passion pour le dessin le prédestine, malgré quelques réticences parentales, à une carrière artistique.
Sa formation sera plurielle. Il commence par suivre les cours du soir de la rue d'Aligre, fait un bref passage à l'École nationale supérieure des Beaux-arts dont l'enseignement le rebute très vite par son académisme, fréquente assidûment les Musées nationaux où il dessine beaucoup et prend des notes, avant d'être admis en 1908 à l'École des Arts Décoratifs comme boursier de la Ville de Paris. Il y reçoit de solides bases classiques. La vente de ses premières toiles lui permet d'aller découvrir le Midi. C'est la révélation et cet enchantement durera toute sa vie.
Mais le jeune Latour est appelé sous les drapeaux à Grandville en Normandie. Le service militaire lui fait, pendant ses permissions, découvrir les côtes normandes et bretonnes dont il fait de nombreux dessins et pochades.
En 1913, il s'installe sur l'île Saint-Louis qui est encore une sorte de village au cœur de Paris. Il vit de la vente de ses toiles et dessins (scènes de rue et vues parisiennes), mais aussi de la décoration d'objets (assiettes, boîtes, lampes...) et de décors de théâtre. Il expose pour la première fois au Salon d'automne de Paris.
Puis il se met à la gravure sur bois où son sens du métier, son habileté manuelle et son goût pour la rigueur et la minutie font très vite merveille. Le peintre symboliste Emile Bernard, son presque voisin sur l'île, lui confie l'interprétation gravée de ses dessins pour Les Amours de Ronsard et Les Fleurs du Mal de Baudelaire publiés en 1914 et 1916 par Vollard. 
En août 1914, la guerre est déclarée, Latour est mobilisé. Le 22 septembre, il est grièvement blessé en Picardie. C'est à l'hôpital de Rouen qu'il rencontre la jeune infirmière auxiliaire Madeleine Cosnard qui deviendra sa femme en 1917 et lui donnera deux fils : Jacques et Jean. De ces années de guerre durant lesquelles il est affecté à divers régiments, il rapporte une liasse de dessins et croquis de silhouettes et attitudes de ses camarades, de paysages entrevus et de régions traversées.
La Grande Guerre terminée, il retrouve l'île Saint-Louis où, pendant dix ans, il se voue exclusivement à la gravure sur bois et aux arts graphiques. Il se fait remarquer, expose régulièrement au Salon d'Automne, au Petit-Palais, où il est primé à plusieurs reprises : en 1921, 1923, 1924 et 1927 et voit ses œuvres entrer dans des collections importantes. En juin 1921, Otto H. Kahn (1867-1934), financier et grand collectionneur acquiert plusieurs œuvres gravées de A. Latour pour les offrir à des musées américains, notamment le Musée d'art français de New York. En 1925, c'est Jules Bache (1861-1944), banquier américain, homme d'affaires et amateur d'art propriétaire d'une magnifique collection (Rembrandt, Dürer, Velasquez...) qui achète six œuvres gravées de Latour qu'il offre à la Public Library de New York. L'année suivante, le Conservateur du département des estampes de la New York Public Library écrit à Latour pour lui dire qu'il a organisé une grande exposition sur L'art du graveur sur bois à travers quatre siècles d'histoire. « Nous sommes très heureux, [ajoute-t-il], d'y avoir fait figurer des gravures de votre main ». 
Il reçoit le Grand Prix de la section du livre à l'Exposition Internationale des Arts Décoratifs de 1925 et crée pour la fonderie Deberny et Peignot des vignettes graphiques et typographiques aux motifs mobiles et combinables à l'infini qui connaissent un succès durable.
En 1927, il s'installe à Montparnasse, le rendez-vous des peintres, des musiciens et des écrivains d'alors, dont beaucoup sont des exilés. Il se rapproche des professionnels du « beau livre » et signe les illustrations, ornements et reliures de plus de trente ouvrages. Plusieurs ouvrages illustrés par Latour, parmi lesquels Le Voyage d'Urien d'André Gide (Ed. Stols), étaient réunis dans la Collection de livres rares de Louis Koopman, savant, chef d'entreprise, amateur d'art et bibliophile épris de littérature française. Cette collection se trouve aujourd'hui à la Bibliothèque nationale de Hollande. Ce qui lui permet de nouer des relations amicales notamment avec Paul Valéry, André Gide ou l'historien d'art Henri Focillon. Henri Focillon, qui en 1920 avait fait illustrer par A. Latour son livre L'Île oubliée, écrit en 1933 dans le no 29 de Estampes en couleurs gravées sur bois (Arts et Métiers Graphiques) :  « Latour pense que le bois n'est pas seulement la matière d'une spéculation graphique, mais qu'il offre une riche possibilité plastique, qu'on peut y insérer le rêve d'un peintre. » et qui lui valent plusieurs distinctions et expositions en France et à l'étranger aux côtés notamment de Bonnard, Chagall, Degas, Dufy, Picasso, ou Rouault. Son esthétique moderniste et son style sobre et raffiné attirent aussi l'attention de la Maison Bianchini-Férier, fabricants de soieries à Lyon qui lui commande des dessins de tissus.
Puis c'est la photographie qui lui permet de révéler une autre facette de ses talents. Il devient correspondant d'une agence internationale de reportage photographique à Paris - l'agence Meurisse. Il photographie des scènes de rues, des stands forains, des pêcheurs des bords de Seine et d' autres morceaux de vie. En 1927, Laure Albin Guillot, photographe du Tout-Paris des arts et des lettres, fait figurer A. Latour avec d'autres personnalités : Paul Colin, Julien Green, Kisling, Louis Lumière, Robert Mallet-Stevens ou Darius Milhaud, dans une exposition intitulée « Portraits d'Hommes » à Paris. Au milieu des années 30, il réalise un beau reportage en Normandie sur les premiers congés payés.  
En 1932, il rompt avec la vie parisienne et ses mondanités qui l'ennuient et achète une ancienne bergerie à Eygalières dans les Alpilles. C'est là qu'il abandonne la pratique de la gravure pour se lancer dans l'aquarelle. En 1932, alors que Latour expose à la galerie-librairie La Tortue à Paris, la revue Les Échos d'Art publie un article élogieux : « On n'est pas étonné que son œuvre peint présente la même hardiesse, la même nouveauté d'écriture, la même largeur de composition et le même amour du dessin que son œuvre gravé ».
En 1934 commence une collaboration de trente ans avec la maison de vins Nicolas pour qui il signe des travaux de publicité, des affiches et son luxueux et annuel Catalogue des Grands Vins fins Nicolas qu'ont déjà illustré Dufy, Van Dongen ou Bernard Buffet. Mais quand les Établissements Draeger, la très renommée imprimerie qui les réalisent, lui proposent le poste de directeur artistique à Paris, il décline l'offre. « Je ne veux pas d'un collier, même en or » est sa réponse.
Alfred Latour qui a toujours observé les avant-gardes et les mouvements artistiques à distance, rejoint en 1935-1936 l'Union des Artistes Modernes. Ce mouvement d'architectes et de décorateurs a été fondé en 1929 par Robert Mallet-Stevens en réaction contre l'académisme ambiant et contre la hiérarchie entre arts dits majeurs et arts considérés mineurs. On y trouve Le Corbusier, Pierre Jeanneret, Charlotte Perriand, Sonia Delaunay, Man Ray, Fernand Léger, Joan Miró ou Walter Gropius.
Au pavillon de l'UAM à l'Exposition internationale « Arts et Techniques dans la Vie moderne » de 1937 à Paris, Latour est présent dans les trois sections Livres d'art et Illustrations, Arts graphiques et Publicité.
Mais la Seconde Guerre mondiale éclate. À 52 ans, révolté par l'armistice signé avec l'Allemagne qu'il considère comme une capitulation déshonorante, Latour va rejoindre son fils Jacques dans la Résistance. Dans le cadre des actions menées par le S.O.E (Special Operation Executive, le Service secret britannique automne créé en juillet 1940 à l'initiative de Winston Churchill), Jacques Latour est chargé d'organiser les liaisons aériennes et les opérations de parachutages d'un réseau placé sous l'autorité du commandant Buckmaster à Londres. Jacques Latour sera promu capitaine du renseignement sur sol français. En France, c'est Peter Churchill qui est le responsable de la zone sud. En apparence, Alfred Latour mène à Eygalières la vie d'un peintre sans histoire. Il se remet à la peinture à l'huile qu'il n'avait plus touchée depuis vingt ans. Mais en 1944, son fils est déporté à Dachau. Jacques Latour deviendra après la Libération conservateur des musées d'Arles. Prévenu à temps, Alfred Latour, lui, se cache à Lyon dans un hôpital tenu par des religieux. De cette retraite forcée, il fait un temps de réflexion, de méditation et de foi.
En 1946, il achète, toujours à Eygalières, une maison perchée sur un piton rocheux. Il y aménage deux ateliers : l'atelier de peinture, son domaine très privé, et l'atelier de dessin réservé aux travaux graphiques. Tels ceux de typographie, d'ornements et de mise en page qu'il continue de réaliser pour les Vins Nicolas, mais aussi cette nouvelle collaboration qu'il entame avec son ami le « soyeux » lyonnais et propriétaire de l'Abbaye de Fontenay Pierre Aynard, pour qui il crée des tissus destinés à la haute couture et des tapisseries murales en tirage limité. En 1950, sept « Toiles de Fontenay » sont éditées en tirage limité d'après des cartons de Latour. Avec la collaboration de l'imprimeur Brunet Lecomte, Latour exposera ses toiles imprimées pour la décoration du mur - Édition des Toiles de Fontenay - au Salon d'Automne de 1950 à Paris.
Côté peinture, Latour suit de loin ce qui se passe à Paris et s'irrite de voir le rôle croissant qu'y joue le marché de l'art. Au point de remballer un jour, à la dernière minute, ses tableaux prêts à être exposés à la Galerie de France. « Comment, [s'indigne-t-il], un peintre peut-il appartenir à une écurie » et laisser vendre ses œuvres « comme des marchandises »? 
Dans sa retraite provençale, il reçoit des visiteurs de passage comme le peintre Mario Prassinos, les comédiens Gérard Philipe et Nicolas Bataille, et le poète Henri Pichette ou André Allix, le recteur de l'Université de Lyon. Sur l'insistance de ses proches, il participe à quelques expositions collectives et au tout jeune Salon de Mai. En 1953, à titre exceptionnel, il accepte que la galerie Carmine de Paris lui organise une exposition personnelle. Les échos sont flatteurs.
C'est en 1962 que, alerté par plusieurs malaises cardiaques, il ressent le besoin de faire connaître sa peinture. Il expose alors à la galerie La Calade à Avignon, à la galerie Garibaldi à Marseille et au Salon d'Automne à Paris. Les critiques sont élogieuses. Mais un matin, dans son atelier, Latour s'écroule, frappé par une congestion cérébrale. Il meurt le 4 mars 1964, à l'âge de 76 ans.

## Œuvre

### Peinture et dessin
À l'École des Arts Décoratifs, l'enseignement de la peinture que reçoit Latour est encore très marqué par l'Impressionnisme. Mais en 1908, l'Impressionnisme n'est plus guère d'actualité. Même Monet l'a dépassé pour lui inventer de nouveaux prolongements et  explorations. Matisse et les « Fauves » ont déjà fait scandale au Salon d'Automne en donnant à la couleur toutes les libertés, et Les demoiselles d'Avignon de Picasso ont déjà, en 1907, allumé les polémiques et jeté les prémisses de la révolution cubiste et de ses savantes déconstructions spatiales. Latour observe, analyse ce qui se passe autour de lui et se cherche un langage personnel.
De ses classes impressionnistes, il a gardé le goût des ciels atmosphériques, des mouvances aquatiques et des qualités d'ambiances rendues à travers la mobilité de sa touche. D'emblée, il pousse très loin la simplification des formes et l'abandon des détails pour privilégier des visions dépouillées et prégnantes. Ses peintures sont vigoureusement traversées par les traces drues de ses pinceaux, en noir et gris, avec parfois des rehauts de crayon blanc sur ses papiers bistre.
La découverte de la lumière du Midi allume dans la palette de ses aquarelles du Mont Ventoux, des Alpilles et de la Camargue des années 1930 et 1940 des accents solaires, intenses bien que moins incendiaires que les pyrotechnies des Matisse, Derain, Vlaminck ou Braque des années 1905 à 1910.  Au début des années 1940, les premières peintures sur carton d'Eygalières avec lesquelles il renoue avec l'huile vingt ans après l'avoir mise de côté, retrouvent aussi un lyrisme chromatique hérité du fauvisme, tout comme les cernes bleutés qui structurent les paysages secs et rocheux qu'il brosse d'Eygalières et de ses environs.
Sous ses pinceaux, les bords du Rhône, les Saintes-Maries de la Mer, Avignon ne sont bientôt plus, au mitan des années 1940, que grands aplats de couleur, silhouettes découpées et formes stylisées, comme tracées d'un seul trait. Le besoin de dépouillement l'amène jusqu'aux confins de l'abstraction, bien que sans jamais la rallier tout à fait. Les formes désormais, en quelques traits et couleurs, campent un Paysage en Baujolais, la silhouette d'Avignon, Collioure, montagnes, les Alpilles et nuages blancs, Rizières ou ces Tulipes sur fond rouge. De la fin des années 1940 jusqu'à ses derniers paysages et bouquets, Latour flirte avec une géométrie à la fois rigoureuse et ludique de champs de couleurs bien délimités que le trait de son dessin traverse librement, tantôt fin comme la mine d'un crayon et tantôt plus large comme la trace d'un pinceau.
Un jour du printemps 1969, racontent l'écrivain Henri Feyt et Louis Evrard, directeur chez Gallimard, Picasso qui n'aurait pour rien au monde manqué la corrida pascale d'Arles, remarque une toile accrochée sur un mur de la librairie André : « Qui a fait ça ? » demande-t-il. « Alfred Latour », répond le libraire. « Il n'est plus de ce monde. » Et le grand Pablo Picasso de s'interroger : « Pourquoi je ne l'ai pas connu ? ».

### Graphisme
Alfred Latour se montre proche, par certains côtés, de Raoul Dufy. Comme lui, il apparaît comme un artiste et artisan pluridisciplinaire de l'expression visuelle : peinture et dessin bien sûr, mais aussi gravure sur bois, vignettes décoratives et publicitaires, typographie, illustrations et reliures de livres, décors de théâtre, motifs de tissus, tapisseries et photographie. Et même si dans sa vie la peinture était au cœur de tout, cette diversité de talents et d'activités ne répondait pas chez lui à la seule nécessité de faire bouillir la marmite familiale. Elle s'inscrit parfaitement dans le programme de l'UAM (l'Union des Artistes Modernes), le mouvement d'architectes décorateurs fondé en 1929 par Robert Mallet-Stevens que Latour, pourtant rétif à tout enrôlement, rejoint en 1935-1936 sous le titre d'« artiste graphiste ». Tout comme  les Corbusier, Pierre Jeanneret, Charlotte Perriand, Sonia Delaunay, Man Ray, Cassandre, Jean Lurçat, Fernand Léger, Joan Miro ou Walter Gropius qu'il y côtoie, il manifeste ainsi son rejet de l'académisme et de la distinction conventionnelle entre arts majeurs et mineurs.
Fils d'un compositeur typographe, Latour avait hérité de son père l'amour du beau métier, le goût du travail bien fait et le sens rigoureux et perfectionniste de la recherche perpétuelle. Par son œuvre graphique, il « s'est forgé une place de choix dans le grand livre historique de l'imprimerie », assure le typographe et ancien doyen de l'école romande d'art graphique ERAG à Lausanne Roger Châtelain qui souligne la position très intéressante et singulière qu'il y occupe. Comme en peinture, l'œuvre de Latour ne monte pas au front des avant-gardes pures et dures du graphisme et de la typographie à la manière des suprématistes russes, des dadaïstes, des Hollandais du groupe De Stijl ou de l'école allemande du Bauhaus.
Les premières gravures sur bois de Latour : lettrines, frontispices, ex-libris, vues de Paris, paysages ou natures mortes pour des livres illustrés (Henri Focillon, Baudelaire, Jean-Jacques Rousseau...) témoignent déjà d'un besoin de simplification et d'efficacité graphiques. Mais Latour parvient bientôt à y faire souffler un vent nouveau de modernité. À travers ses affiches, ses encarts publicitaires, ses reliures, il y introduit la couleur et y amène son goût de la rigueur et du dépouillement, sa géométrie, son sens de la déclinaison et la combinaison du même et de ses variantes.

### Photographie
Quantitativement, l'œuvre photographique qu'il a laissée n'est pas énorme. Même s'il a travaillé comme correspondant d'une agence de reportage, le photographe Latour se montre bien moins soucieux de documenter sur pellicule des faits et des événements que de cueillir sur le vif des bribes de vie et de monde.
Dans le cousinage humaniste de Robert Doisneau, Willy Ronis ou Édouard Boubat, l'œil de Latour est mobile, qui furète par en dessus, par en dessous, de loin ou de près, qui isole une bouteille de vin et une tranche de pain pour une nature morte en vue plongeante, qui zoome sur un détail et s'enchante de presque rien, qui cadre exactement ce qui l'intéresse sans craindre, au besoin, de couper des têtes, d'escamoter la deuxième roue de la bicyclette ou au contraire de laisser dans le champ le pare-brise de la voiture qui propose un cadrage dans le cadrage.

## Œuvres

### Peintures et dessins
- 1910 : Grandville, dessin encre et crayon, 11,5 × 17,5 cm.
- 1913 : Forêt, gravure sur bois, 13 × 18 cm.
- 1916 : Dessin de guerre, dessin à l’encre, 10,4 × 16,2 cm.
- 1936 : Mas au pied des Alpilles, aquarelle, 29 × 43 cm.
- 1941 : Eygalières, huile sur carton, 33 × 41 cm.
- 1945 : Avignon, huile sur papier, 50 × 65 cm.
- 1948 : Paysage en du Beaujolais, huile sur toile, 73 × 92 cm.
- 1954 : Alpilles et nuages blancs, huile sur toile, 115 × 146 cm.
- 1957 : Tulipes sur fond rouge, huile sur toile, 65 × 50 cm.

### Graphisme
- 1920 : Henri Focillon, L'île oubliée, Livre illustré, gravure sur bois, 11 × 9 cm (1 image).
- 1928 : Charles Baudelaire, Les fleurs du mal, frontispice, Livre illustré, gravure sur bois, 12 × 8 cm.
- ca 1960 : Nicolas, Affiche murale, 300 × 500 cm.
- 1929 : Les Coquillages, reproduction d'un tissu (toile de Tournon imprimée), 31 × 28 cm.
- 1948 : maquette de tissus, 49 × 64 cm.

### Photographies
- Les passants (ca 1936).
- Le portrait de pêcheur et la nature morte (ca 1936).
- La motocyclette qui s'envole (ca 1932).
- Reportage. Dormeurs sur un banc (ca 1936).
- La vitrine du perruquier (ca 1936).

### Quelques livres illustrés par Latour
- 1920 : Henri Focillon, L’Ile oubliée, illustrations gravées d'Alfred Latour, Ed. Léon Pichon.
- 1922 : Joris-Karl Huysmans, Sainte Lydwine de Schiedam, frontispice, bandeaux et culs-de-lampe dessinés et gravés sur bois par Alfred Latour, Paris, Georges Crès et Cie éditeurs, collection "Le Livre Catholique", 1922.
- 1926 : Paul Valéry, Variété, ornements et portrait de l'auteur par Alfred Latour, Ed. Claude Aveline.
- 1926 : Oscar Wilde, De Profundis, Ed. S. Kra.
- 1928 : Paul Claudel, Partage de Midi, Ed. Les Cent Une, Société des femmes bibliophiles, Paris.
- 1928 : André Gide, Le Voyage d'Urien, Ed. A.A.M. Stols, Maestricht, Halcyon Press.
- 1930 : Blaise Cendrars, Comment les Blancs sont d'anciens Noirs, Ed. Au Sans Pareil, Paris.
- 1930 : Pierre Corneille, Polyeucte martyr, Ed. Edouard Pelletan Helleu et Sergent.

## Principales distinctions et expositions
- 1913 : Salon d'Automne Paris où il exposera régulièrement et sera plusieurs fois primé.
- 1925 : Grand Prix de l'Exposition internationale des Arts Décoratifs à Paris, section  du livre.
- 1925 : Seconda Fiera internazionale del Libro, Florence.
- 1931 : Exposition internationale du Livre d'Art, Petit-Palais Paris.
- 1932 : Exposition des plus beaux livres d'art créés en France au cours des 20 années précédentes aux Musées des Arts Décoratifs de Copenhague, Göteborg, Oslo et Stockholm.
- 1932 : Librairie-galerie La Tortue, Paris.
- 1937 : Greatorex' Galleries, Londres.
- 1937 : Exposition internationale « Arts et techniques de la vie moderne » à Paris.
- 1951 et 1953 : Salon de Mai.
- 1952 : Gummessons Konstgalleri AB, Stockholm.
- 1953 : Galerie Carmine, Paris.
- 1954 : Galerie Durand-Ruel, Paris.
- 1955 : IX Premio Lissone, Italie.
- 1962 : Galerie La Calade, Avignon.
- 1962 : Galerie Garibaldi, Marseille.
- 1978 : Musée de Martigues
- 2018 : Musée Réattu Arles